# Grand Prix de Plouay 2013
La 77e édition du Grand Prix de Plouay a eu lieu le 1er septembre 2013. Il s'agit de la 24e épreuve de l'UCI World Tour 2013. Elle a été remportée au sprint par l'Italien Filippo Pozzato (Lampre-Merida) devant son compatriote Giacomo Nizzolo (RadioShack-Leopard) et le Français Samuel Dumoulin (AG2R La Mondiale).
Pozzato s'impose dans une troisième classique importante après sa victoire lors de la HEW Cyclassics 2005 et surtout de Milan-San Remo 2006. Le Britannique Christopher Froome (Sky) absent de la course conserve toutefois sa première place de l'UCI World Tour.

## Présentation

### Parcours
Le Grand Prix de Plouay se dispute autour d'un circuit de 27 kilomètres à parcourir neuf fois, soit 243 kilomètres.
Le départ et l'arrivée ont lieu sur le boulevard des Championnats du Monde. Les coureurs empruntent la côte du Lézot, avant de prendre la direction de Kerscoulic puis Pont-Neuf. Ils longent alors le Scorff, passent à Pont-Calleck et près de la chapelle Sainte-Anne de Berné. Le circuit revient vers Pont-Neuf avant d'emprunter le Minojenn du Calvaire. Il finit par la côte de Ty Marrec, située à seulement quatre kilomètres de l'arrivée.

### Équipes
24 équipes participent à ce Grand Prix de Plouay — 19 ProTeams et 5 équipes continentales professionnelles :
| Nom de l'équipe         | Pays        | Code |
| ----------------------- | ----------- | ---- |
| AG2R La Mondiale        | France      | ALM  |
| Argos-Shimano           | Pays-Bas    | ARG  |
| Astana                  | Kazakhstan  | AST  |
| Belkin                  | Pays-Bas    | BEL  |
| BMC Racing              | États-Unis  | BMC  |
| Cannondale              | Italie      | CAN  |
| Euskaltel Euskadi       | Espagne     | EUS  |
| FDJ.fr                  | France      | FDJ  |
| Garmin-Sharp            | États-Unis  | GRS  |
| Katusha                 | Russie      | KAT  |
| Lampre-Merida           | Italie      | LAM  |
| Lotto-Belisol           | Belgique    | LTB  |
| Movistar                | Espagne     | MOV  |
| Omega Pharma-Quick Step | Belgique    | OPQ  |
| Orica-GreenEDGE         | Australie   | OGE  |
| RadioShack-Leopard      | Luxembourg  | RLT  |
| Saxo-Tinkoff            | Danemark    | TST  |
| Sky                     | Royaume-Uni | SKY  |
| Vacansoleil-DCM         | Pays-Bas    | VCD  |

| Nom de l'équipe              | Pays   | Code |
| ---------------------------- | ------ | ---- |
| Bretagne-Séché Environnement | France | BSE  |
| Cofidis                      | France | COF  |
| Europcar                     | France | EUC  |
| IAM                          | Suisse | IAM  |
| Sojasun                      | France | SOJ  |

## Classement final
|    | Coureur                 | Équipe             |    | Temps           | Points UCI |
| -- | ----------------------- | ------------------ | -- | --------------- | ---------- |
| 1  | Filippo Pozzato (ITA)   | Lampre-Merida      | en | 5 h 59 min 54 s | 80         |
| 2  | Giacomo Nizzolo (ITA)   | RadioShack-Leopard | +  | m.t             | 60         |
| 3  | Samuel Dumoulin (FRA)   | AG2R La Mondiale   |    | m.t             | 50         |
| 4  | Jürgen Roelandts (BEL)  | Lotto-Belisol      |    | m.t             | 40         |
| 5  | Daniele Bennati (ITA)   | Saxo-Tinkoff       |    | m.t             | 30         |
| 6  | Thor Hushovd (NOR)      | BMC Racing         |    | m.t             | 22         |
| 7  | Elia Viviani (ITA)      | Cannondale         |    | m.t             | 14         |
| 8  | Francisco Ventoso (ESP) | Movistar           |    | m.t             | 10         |
| 9  | Borut Božič (SLO)       | Astana             |    | m.t             | 6          |
| 10 | John Degenkolb (GER)    | Argos-Shimano      |    | m.t             | 2          |

## Liste des participants
- Liste de départ complète

| Légende | Légende                                                                    | Légende | Légende                                                    |
| ------- | -------------------------------------------------------------------------- | ------- | ---------------------------------------------------------- |
| Num     | Dossard de départ porté par le coureur sur ce Grand Prix de Plouay         | Pos     | Position à l'arrivée de la course                          |
|         | Indique un maillot de champion national ou mondial, suivi de sa spécialité | NP      | Indique un coureur qui n'a pas pris le départ de la course |
| AB      | Indique un coureur qui n'a pas terminé la course                           | HD      | Indique un coureur qui a terminé la course hors des délais |

| Sky SKY | Sky SKY                      | Sky SKY |
| ------- | ---------------------------- | ------- |
| Num     | Coureur                      | Pos     |
| 1       | Gabriel Rasch (NOR)          | 129e    |
| 2       | Mathew Hayman (AUS)          | 23e     |
| 3       | Peter Kennaugh (GBR)         | AB      |
| 4       | David López García (ESP)     | 101e    |
| 5       |                              |         |
| 6       | Christopher Sutton (AUS)     | 35e     |
| 7       | Geraint Thomas (GBR)         | AB      |
| 8       | Jonathan Tiernan-Locke (GBR) | AB      |

| Movistar MOV | Movistar MOV                | Movistar MOV |
| ------------ | --------------------------- | ------------ |
| Num          | Coureur                     | Pos          |
| 11           | Rui Costa (POR)             | 69e          |
| 12           | Andrey Amador (CRC)         | AB           |
| 13           | Jesús Herrada (ESP) (Route) | 122e         |
| 14           | Alex Dowsett (GBR)          | AB           |
| 15           | Francisco Ventoso (ESP)     | 8e           |
| 16           | Ángel Madrazo (ESP)         | 42e          |
| 17           | José Joaquín Rojas (ESP)    | 12e          |
| 18           | Giovanni Visconti (ITA)     | 18e          |

| Garmin-Sharp GRS | Garmin-Sharp GRS           | Garmin-Sharp GRS |
| ---------------- | -------------------------- | ---------------- |
| Num              | Coureur                    | Pos              |
| 21               | Jack Bauer (NZL)           | 100e             |
| 22               | Nathan Haas (USA)          | 94e              |
| 23               | Robert Hunter (RSA)        | AB               |
| 24               | Ramūnas Navardauskas (LTU) | 126e             |
| 25               |                            |                  |
| 26               |                            |                  |
| 27               | Peter Stetina (USA)        | NP               |
| 28               | Steele Von Hoff (USA)      | 90e              |

| Katusha KAT | Katusha KAT              | Katusha KAT |
| ----------- | ------------------------ | ----------- |
| Num         | Coureur                  | Pos         |
| 31          | Pavel Brutt (RUS)        | 52e         |
| 32          | Mikhail Ignatiev (RUS)   | 76e         |
| 33          | Eduard Vorganov (RUS)    | 39e         |
| 34          | Alexandr Kolobnev (RUS)  | 44e         |
| 35          | Alexander Kristoff (NOR) | AB          |
| 36          | Maxim Belkov (RUS)       | 132e        |
| 37          | Simon Špilak (SLO)       | 55e         |
| 38          | Yury Trofimov (RUS)      | 127e        |

| RadioShack-Leopard RLT | RadioShack-Leopard RLT    | RadioShack-Leopard RLT |
| ---------------------- | ------------------------- | ---------------------- |
| Num                    | Coureur                   | Pos                    |
| 41                     | Andy Schleck (LUX)        | AB                     |
| 42                     | Nélson Oliveira (POR)     | 37e                    |
| 43                     | Laurent Didier (LUX)      | AB                     |
| 44                     | Tony Gallopin (FRA)       | 62e                    |
| 45                     | Danilo Hondo (GER)        | 117e                   |
| 46                     | Bob Jungels (LUX) (Route) | AB                     |
| 47                     | Maxime Monfort (BEL)      | AB                     |
| 48                     | Giacomo Nizzolo (ITA)     | 2e                     |

| Omega Pharma-Quick Step OPQ | Omega Pharma-Quick Step OPQ      | Omega Pharma-Quick Step OPQ |
| --------------------------- | -------------------------------- | --------------------------- |
| Num                         | Coureur                          | Pos                         |
| 51                          | Sylvain Chavanel (FRA)           | 48e                         |
| 52                          | Dries Devenyns (BEL)             | 43e                         |
| 53                          | Michał Gołaś (POL)               | 104e                        |
| 54                          | Michał Kwiatkowski (POL) (Route) | 20e                         |
| 55                          | Martin Velits (SVK)              | AB                          |
| 56                          | Jérôme Pineau (FRA)              | AB                          |
| 57                          | Julien Vermote (BEL)             | 85e                         |
| 58                          | Peter Velits (SVK)               | 26e                         |

| Astana AST | Astana AST               | Astana AST |
| ---------- | ------------------------ | ---------- |
| Num        | Coureur                  | Pos        |
| 61         | Francesco Gavazzi (ITA)  | 75e        |
| 62         | Dmitriy Gruzdev (KAZ)    | AB         |
| 63         | Borut Božič (SLO)        | 9e         |
| 64         | Fredrik Kessiakoff (SWE) | 95e        |
| 65         | Enrico Gasparotto (ITA)  | 22e        |
| 66         | Simone Ponzi (ITA)       | 19e        |
| 67         | Alexey Lutsenko (KAZ)    | 133e       |
| 68         | Valerio Agnoli (ITA)     | 96e        |

| BMC Racing BMC | BMC Racing BMC              | BMC Racing BMC |
| -------------- | --------------------------- | -------------- |
| Num            | Coureur                     | Pos            |
| 71             | Adam Blythe (GBR)           | AB             |
| 72             | Mathias Frank (SUI)         | 103e           |
| 73             | Thor Hushovd (NOR) (Route)  | 6e             |
| 74             | Daniel Oss (ITA)            | 72e            |
| 75             | Taylor Phinney (USA)        | 112e           |
| 76             | Manuel Quinziato (ITA)      | 111e           |
| 77             | Michael Schär (SUI) (Route) | 109e           |
| 78             | Greg Van Avermaet (BEL)     | 71e            |

| AG2R La Mondiale ALM | AG2R La Mondiale ALM      | AG2R La Mondiale ALM |
| -------------------- | ------------------------- | -------------------- |
| Num                  | Coureur                   | Pos                  |
| 81                   | Romain Bardet (FRA)       | 25e                  |
| 82                   | Guillaume Bonnafond (FRA) | 123e                 |
| 83                   | Samuel Dumoulin (FRA)     | 3e                   |
| 84                   | Gediminas Bagdonas (LTU)  | 41e                  |
| 85                   | Julian Kern (GER)         | 53e                  |
| 86                   | Blel Kadri (FRA)          | 116e                 |
| 87                   | Sébastien Minard (FRA)    | AB                   |
| 88                   | Christophe Riblon (FRA)   | 70e                  |

| Lampre-Merida LAM | Lampre-Merida LAM         | Lampre-Merida LAM |
| ----------------- | ------------------------- | ----------------- |
| Num               | Coureur                   | Pos               |
| 91                | Damiano Cunego (ITA)      | 78e               |
| 92                | Davide Cimolai (ITA)      | 107e              |
| 93                | Elia Favilli (ITA)        | 105e              |
| 94                | Daniele Pietropolli (ITA) | 108e              |
| 95                | Filippo Pozzato (ITA)     | 1er               |
| 96                | Roberto Ferrari (ITA)     | AB                |
| 97                | Andrea Palini (ITA)       | AB                |
| 98                |                           |                   |

| Cannondale CAN | Cannondale CAN             | Cannondale CAN |
| -------------- | -------------------------- | -------------- |
| Num            | Coureur                    | Pos            |
| 101            | Matthias Krizek (AUT)      | 130e           |
| 102            | Maciej Bodnar (POL)        | 67e            |
| 103            | Federico Canuti (ITA)      | 119e           |
| 104            | Alessandro De Marchi (ITA) | 113e           |
| 105            | Kristjan Koren (SLO)       | 77e            |
| 106            | Alan Marangoni (ITA)       | 120e           |
| 107            | Cristiano Salerno (ITA)    | 79e            |
| 108            | Elia Viviani (ITA)         | 7e             |

| Belkin BEL | Belkin BEL            | Belkin BEL |
| ---------- | --------------------- | ---------- |
| Num        | Coureur               | Pos        |
| 111        | Lars Boom (NED)       | 13e        |
| 112        | Wilco Kelderman (NED) | AB         |
| 113        | Tom Leezer (NED)      | 66e        |
| 114        | Paul Martens (GER)    | HD         |
| 115        |                       |            |
| 116        | Sep Vanmarcke (BEL)   | AB         |
| 117        |                       |            |
| 118        |                       |            |

| Saxo-Tinkoff TST | Saxo-Tinkoff TST              | Saxo-Tinkoff TST |
| ---------------- | ----------------------------- | ---------------- |
| Num              | Coureur                       | Pos              |
| 121              | Alberto Contador (ESP)        | 83e              |
| 122              | Daniele Bennati (ITA)         | 5e               |
| 123              | Karsten Kroon (NED)           | 88e              |
| 124              | Mads Christensen (DEN)        | 49e              |
| 125              | Manuele Boaro (ITA)           | 45e              |
| 126              | Matti Breschel (DEN)          | 21e              |
| 127              | Sérgio Paulinho (POR)         | 102e             |
| 128              | Christopher Juul Jensen (DEN) | AB               |

| Orica-GreenEDGE OGE | Orica-GreenEDGE OGE          | Orica-GreenEDGE OGE |
| ------------------- | ---------------------------- | ------------------- |
| Num                 | Coureur                      | Pos                 |
| 131                 | Michael Albasini (SUI)       | 65e                 |
| 132                 |                              |                     |
| 133                 | Matthew Goss (AUS)           | AB                  |
| 134                 | Brett Lancaster (AUS)        | 63e                 |
| 135                 | Sebastian Langeveld (NED)    | 73e                 |
| 136                 | Daryl Impey (RSA)            | 15e                 |
| 137                 | Jens Mouris (NED)            | 131e                |
| 138                 | Luke Durbridge (AUS) (Route) | 89e                 |

| Lotto-Belisol LTB | Lotto-Belisol LTB      | Lotto-Belisol LTB |
| ----------------- | ---------------------- | ----------------- |
| Num               | Coureur                | Pos               |
| 141               | Dirk Bellemakers (NED) | 114e              |
| 142               | Gaëtan Bille (BEL)     | 97e               |
| 143               | Brian Bulgaç (NED)     | AB                |
| 144               | Sander Cordeel (BEL)   | AB                |
| 145               | Gert Dockx (BEL)       | AB                |
| 146               | Maarten Neyens (BEL)   | 81e               |
| 147               | Jürgen Roelandts (BEL) | 4e                |
| 148               | Tim Wellens (BEL)      | 115e              |

| Euskaltel Euskadi EUS | Euskaltel Euskadi EUS       | Euskaltel Euskadi EUS |
| --------------------- | --------------------------- | --------------------- |
| Num                   | Coureur                     | Pos                   |
| 151                   | Mikel Astarloza (ESP)       | 82e                   |
| 152                   | Ion Izagirre (ESP)          | 68e                   |
| 153                   | Juan José Lobato (ESP)      | AB                    |
| 154                   | Miguel Mínguez (ESP)        | 57e                   |
| 155                   | Ricardo García Ambroa (ESP) | AB                    |
| 156                   | Peio Bilbao (ESP)           | 51e                   |
| 157                   | Romain Sicard (FRA)         | 47e                   |
| 158                   | Gorka Izagirre (ESP)        | 64e                   |

| FDJ.fr FDJ | FDJ.fr FDJ                  | FDJ.fr FDJ |
| ---------- | --------------------------- | ---------- |
| Num        | Coureur                     | Pos        |
| 161        | Mickaël Delage (FRA)        | AB         |
| 162        | Arnaud Démare (FRA)         | AB         |
| 163        | Laurent Pichon (FRA)        | 92e        |
| 164        | Benoît Vaugrenard (FRA)     | AB         |
| 165        | Matthieu Ladagnous (FRA)    | 56e        |
| 166        | Arnold Jeannesson (FRA)     | 125e       |
| 167        | Arthur Vichot (FRA) (Route) | 16e        |
| 168        | Yoann Offredo (FRA)         | 14e        |

| Vacansoleil-DCM VCD | Vacansoleil-DCM VCD      | Vacansoleil-DCM VCD |
| ------------------- | ------------------------ | ------------------- |
| Num                 | Coureur                  | Pos                 |
| 171                 | Björn Leukemans (BEL)    | 74e                 |
| 172                 | Marco Marcato (ITA)      | 46e                 |
| 173                 | Wesley Kreder (NED)      | 34e                 |
| 174                 | Sergueï Lagoutine (UZB)  | 50e                 |
| 175                 | Maurits Lammertink (NED) | 38e                 |
| 176                 | Bert-Jan Lindeman (NED)  | 93e                 |
| 177                 | Mirko Selvaggi (ITA)     | 28e                 |
| 178                 | Danny van Poppel (NED)   | AB                  |

| Argos-Shimano ARG | Argos-Shimano ARG       | Argos-Shimano ARG |
| ----------------- | ----------------------- | ----------------- |
| Num               | Coureur                 | Pos               |
| 181               | Bert De Backer (BEL)    | 87e               |
| 182               |                         |                   |
| 183               | John Degenkolb (GER)    | 10e               |
| 184               | Tom Dumoulin (NED)      | 98e               |
| 185               | Yann Huguet (FRA)       | AB                |
| 186               | Ji Cheng (CHN)          | AB                |
| 187               | François Parisien (CAN) | 91e               |
| 188               | Albert Timmer (NED)     | 99e               |

| Europcar EUC | Europcar EUC                  | Europcar EUC |
| ------------ | ----------------------------- | ------------ |
| Num          | Coureur                       | Pos          |
| 191          | Yukiya Arashiro (JPN) (Route) | AB           |
| 192          | Pierre Rolland (FRA)          | AB           |
| 193          | Thomas Voeckler (FRA)         | 61e          |
| 194          | Natnael Berhane (ERI)         | 128e         |
| 195          | Cyril Gautier (FRA)           | 60e          |
| 196          | Kévin Réza (FRA)              | HD           |
| 197          | Tony Hurel (FRA)              | 30e          |
| 198          | Perrig Quéméneur (FRA)        | 124e         |

| Sojasun SOJ | Sojasun SOJ              | Sojasun SOJ |
| ----------- | ------------------------ | ----------- |
| Num         | Coureur                  | Pos         |
| 201         | Anthony Delaplace (FRA)  | 40e         |
| 202         | Cyril Lemoine (FRA)      | 11e         |
| 203         | Jean-Marc Marino (FRA)   | AB          |
| 204         | Jonathan Hivert (FRA)    | AB          |
| 205         | Rémi Pauriol (FRA)       | AB          |
| 206         | Christophe Laborie (FRA) | 110e        |
| 207         | Fabien Schmidt (FRA)     | 86e         |
| 208         | Julien Simon (FRA)       | AB          |

| Cofidis COF | Cofidis COF                 | Cofidis COF |
| ----------- | --------------------------- | ----------- |
| Num         | Coureur                     | Pos         |
| 211         | Julien Fouchard (FRA)       | 118e        |
| 212         | Egoitz García (ESP)         | AB          |
| 213         | Romain Hardy (FRA)          | 31e         |
| 214         | Romain Lemarchand (FRA)     | AB          |
| 215         | Guillaume Levarlet (FRA)    | 29e         |
| 216         | Rudy Molard (FRA)           | 84e         |
| 217         | Edwig Cammaerts (BEL)       | AB          |
| 218         | Rein Taaramäe (EST) (Route) | 106e        |

| IAM | IAM                     | IAM  |
| --- | ----------------------- | ---- |
| Num | Coureur                 | Pos  |
| 221 | Marco Bandiera (ITA)    | 121e |
| 222 | Matthias Brändle (AUT)  | 58e  |
| 223 | Thomas Lövkvist (SWE)   | 27e  |
| 224 | Martin Elmiger (SUI)    | 36e  |
| 225 | Kristof Goddaert (BEL)  | AB   |
| 226 | Sébastien Hinault (FRA) | 17e  |
| 227 | Reto Hollenstein (SUI)  | AB   |
| 228 | Dominic Klemme (GER)    | AB   |

| Bretagne-Séché Environnement BSC | Bretagne-Séché Environnement BSC | Bretagne-Séché Environnement BSC |
| -------------------------------- | -------------------------------- | -------------------------------- |
| Num                              | Coureur                          | Pos                              |
| 231                              | Jean-Marc Bideau (FRA)           | 54e                              |
| 232                              | Arnaud Gérard (FRA)              | 32e                              |
| 233                              | Geoffroy Lequatre (FRA)          | AB                               |
| 234                              | Armindo Fonseca (FRA)            | AB                               |
| 235                              | Vegard Stake Laengen (NOR)       | 80e                              |
| 236                              | Jean-Luc Delpech (FRA)           | 24e                              |
| 237                              | Sébastien Duret (FRA)            | 59e                              |
| 238                              | Florian Vachon (FRA)             | 33e                              |